# 桜田淳子Thanks 40 〜青い鳥たちへ
『Thanks 40 ～青い鳥たちへ』（サンクス フォーティー 〜あおいとりたちへ）は、桜田淳子が初めて自ら監修した2CD+DVDのベストアルバム。2013年10月23日にビクターエンタテインメントから発売。規格番号はVIZL-568。
初回生産分には2013年11月26日に銀座 博品館劇場で開催されたスペシャル・イベント「桜田淳子Thanks 40スペシャル～ファン感謝DAY」のチケット優先購入予約シリアル・ナンバーが封入されていた。
なお、CD販売以外でも、ビクターエンタテインメントのホームページでダウンロード販売もされている。

## 解説
BOXの構成はCD2枚＋スペシャルDVD＋スペシャルBOOK。
Disk1「THE IDOL」には、10代のアイドルの頃の代表曲から選曲しており、すべて阿久悠が作詞した楽曲である。
Disk2「THE FAVORITE」は、ニューミュージック系のシンガーソングライター等から提供された桜田のお気に入りの作品で構成されている。また「もしも今ステージを行うなら」というコンセプトで曲順は練られた。
スペシャルDVDはTBS『8時だョ!全員集合』の歌唱映像やスポニチ芸能ライブラリーなどから、これまでDVD化されていない貴重な映像が収録されている。
スペシャルBOOKはサンミュージックグループの福田時雄とのロングインタビューや収録曲の解説を通して40年間を振り返る内容になっている。また冒頭には桜田本人からの“Thanks 40　未来の青い鳥たちへ”と宛てたメッセージ、最終ページには「池田文雄プロデューサー、阿久悠先生、土居甫先生、相澤秀禎会長に捧ぐ」と言う言葉が添えられている。

## CD1 THE IDOL
1. 天使も夢みる
  - 作詞: 阿久悠、作曲: 中村泰士、編曲: 高田弘
2. わたしの青い鳥
  - 作詞: 阿久悠、作曲: 中村泰士、編曲: 高田弘
3. 花物語
  - 作詞: 阿久悠、作曲: 中村泰士、編曲: あかのたちお
4. 三色すみれ
  - 作詞: 阿久悠、作曲: 中村泰士、編曲: 馬飼野康二
5. 黄色いリボン
  - 作詞: 阿久悠、作曲・編曲: 森田公一
6. 花占い
  - 作詞: 阿久悠（原案: 簑島若代）、作曲: 中村泰士、編曲: あかのたちお
7. はじめての出来事
  - 作詞: 阿久悠、作曲: 森田公一、編曲: 竜崎孝路
8. ひとり歩き
  - 作詞: 阿久悠、作曲・編曲: 筒美京平
9. 十七の夏
  - 作詞: 阿久悠、作曲: 森田公一、編曲: 竜崎孝路
10. 天使のくちびる
  - 作詞: 阿久悠、作曲: 森田公一、編曲: 竜崎孝路
11. ゆれてる私
  - 作詞: 阿久悠、作曲: 森田公一、編曲: 竜崎孝路
12. 泣かないわ
  - 作詞: 阿久悠、作曲: 森田公一、編曲: 萩田光雄
13. 夏にご用心
  - 作詞: 阿久悠、作曲: 森田公一、編曲: 高田弘
14. ねえ!気がついてよ
  - 作詞: 阿久悠、作曲・編曲: 大野克夫
15. もう一度だけふり向いて
  - 作詞: 阿久悠、作曲: 穂口雄右、編曲: 高田弘
16. セクシー・ギャング
  - 作詞: 阿久悠、作曲・編曲: 大野克夫
17. あなたのすべて
  - 作詞: 阿久悠、作曲: 和泉常寛、編曲: 船山基紀
18. 気まぐれヴィーナス
  - 作詞: 阿久悠、作曲: 森田公一、編曲: 船山基紀
19. サンタモニカの風
  - 作詞: 阿久悠、作曲・編曲: 萩田光雄
20. MISS KISS（ミス・キッス）
  - 作詞: 阿久悠、作曲・編曲: 佐藤準

## CD2 THE FAVORITE
1. リップスティック
  - 作詞: 松本隆、作曲・編曲: 筒美京平
2. LADY
  - 作詞・作曲: 尾崎亜美、編曲: 鈴木茂
3. 私は臆病者
  - 作詞・作曲: 矢野顕子、編曲: 大村雅朗
4. This is a "Boogie"
  - 作詞: 実川俊、作曲: 小田裕一郎、編曲: 大村雅朗
5. パーティー・イズ・オーバー
  - 作詞・作曲: 伊藤薫、編曲: 松井忠重
6. 眉月夜
  - 作詞: 茅野遊、作曲: 小椋佳、編曲: 奥慶一
7. 追いかけてヨコハマ
  - 作詞・作曲: 中島みゆき、編曲: 船山基紀
8. 時代
  - 作詞・作曲: 中島みゆき、編曲: 若草恵
9. 一枚の絵
  - 作詞: 門谷憲二、作曲: 西島三重子、編曲: 川上了
10. センチメンタル・ボーイ
  - 作詞: 岩沢律、作曲: 山下達郎、編曲: 椎名和夫
11. 恋にやきもき
  - 作詞: 来生えつこ、作曲: 小田裕一郎、編曲: 大村雅朗
12. あなたは魔術師（YOU’RE A MAGICIAN）
  - 作詞・作曲: 尾崎亜美、編曲: 鈴木茂
13. 夕なぎ
  - 作詞: 竜真知子、作曲: 林哲司、編曲: あわのやすまさ
14. しあわせ芝居
  - 作詞・作曲: 中島みゆき、編曲: 船山基紀
15. 秋桜（Live）
  - 作詞・作曲: さだまさし、編曲: 竹村次郎
16. グッド・ラック&グッドバイ（Live）
  - 作詞・作曲: 荒井由実、編曲: 竹村次郎
17. 20才になれば
  - 作詞・作曲: 中島みゆき、編曲: 船山基紀
18. 化粧
  - 作詞・作曲: 中島みゆき、編曲: 大村雅朗
19. ミスティー
  - 作詞: 小林和子、作曲: 小田裕一郎、編曲: 大村雅朗
20. 私だけのウェディング
  - 作詞: 松宮恭子、作曲: 堀内孝雄、編曲: 奥慶一

## スペシャルDVD
1. 天使も夢みる プロモーション映像(1)
  - スポニチ芸能ライブラリー
2. 天使も夢みる プロモーション映像(2)
  - スポニチ芸能ライブラリー
3. 天使の初恋 プロモーション映像
  - スポニチ芸能ライブラリー
4. 天使の初恋（＊1コーラス）
  - 1985.8.24再放映 TBS『8時だョ!全員集合』
5. 「ひとさし指で魅了」（BGM「わたしの青い鳥」）
  - スポニチ芸能ライブラリー
6. 花物語
  - 1973.11.3 TBS『8時だョ!全員集合』
7. 三色すみれ
  - 1974.4.13 TBS『8時だョ!全員集合』
8. 黄色いリボン
  - 1974.6.22 TBS『8時だョ!全員集合』
9. 花占い
  - 1974.8.24 TBS『8時だョ!全員集合』
10. 花占い
  - 1974.10.26 TBS『8時だョ!全員集合』
11. はじめての出来事
  - 1975.2.8 TBS『8時だョ!全員集合』
12. ひとり歩き
  - 1975.5.20 TBS『歌のグランプリ』
13. 十七の夏
  - 1975.6.7 TBS『8時だョ!全員集合』
14. 十七の夏
  - 1975.6.24 TBS『歌のグランプリ』
15. 十七の夏
  - 1975.8.5 TBS『歌のグランプリ』
16. ゆれてる私（＊1コーラス/セリフ入り）
  - 1976.10.14 TBS『トップスターショー』
17. 泣かないわ
  - 1976.2.28 TBS『8時だョ!全員集合』
18. 夏にご用心
  - 1976.6.5 TBS『8時だョ!全員集合』
19. ねえ!気がついてよ
  - 1976.9.4 TBS『8時だョ!全員集合』
20. もう一度だけふり向いて
  - 1976.11.20 TBS『8時だョ!全員集合』
21. もう一度だけふり向いて
  - 1976.12.25 TBS『8時だョ!全員集合』
22. あなたのすべて
  - 1977.3.5 TBS TBS『8時だョ!全員集合』
23. あなたのすべて（＊映像編集あり）
  - 1977.4.13 TBS『みどころガンガン大放送』
24. 気まぐれヴィーナス
  - 1977.5.19 TBS『トップスターショー』
25. 気まぐれヴィーナス
  - 1977.6.15 TBS『みどころガンガン大放送』
26. 気まぐれヴィーナス
  - 1977.6.18TBS『8時だョ!全員集合』
27. もう戻れない
  - 1977.9.10 TBSTBS『8時だョ!全員集合』
28. しあわせ芝居
  - 1977.11.10 TBS『トップスターショー』
29. しあわせ芝居
  - 1977.12.24 TBS『8時だョ!全員集合』
30. しあわせ芝居
  - 1978.2.8 TBS『たまりまセブン大放送!』
31. 追いかけてヨコハマ
  - 1978.3.18 TBS『8時だョ!全員集合』
32. リップスティック
  - 1978.6.1 TBS『UFOセブン大冒険』
33. 20才になれば
  - 1978.9.2 TBS『8時だョ!全員集合』
34. 20才になれば
  - 1978.11.30 TBS『マジカル7大冒険』
35. 冬色の街
  - 1978.12.9 TBS『8時だョ!全員集合』
36. サンタモニカの風
  - 1979.3.3 TBS『8時だョ!全員集合』
37. MISS KISS
  - 1979.5.19 TBS『8時だョ!全員集合』
38. MISS KISS
  - 1979.6.21 TBS『少女探偵スーパーW』
39. パーティー・イズ・オーバー
  - 1979.9.1 TBS『8時だョ!全員集合』
40. LADY
  - 1979.11.24 TBS『8時だョ!全員集合』
41. LADY
  - 1979.12.6 TBS『ミラクルTV大出動』
42. LADY
  - 1980.2.23 TBS『8時だョ!全員集合』
43. 美しい夏
  - 1980.4.19 TBS『8時だョ!全員集合』
44. 夕暮れはラブ・ソング
  - 1980.7.19 TBS『8時だョ!全員集合』
45. 夕暮れはラブ・ソング
  - 1980.9.13 TBS『8時だョ!全員集合』
46. 化粧
  - 1981.1.3 TBS『8時だョ!全員集合』
47. 化粧
  - 1981.3.28 TBS『8時だョ!全員集合』
48. 化粧
  - 1981.4.11 TBS『8時だョ!全員集合』
49. ミスティー
  - 1981.7.11 TBS『8時だョ!全員集合』
50. ミスティー
  - 1981.8.15 TBS『8時だョ!全員集合』
51. This is a "Boogie"
  - 1981.9.26 TBS TBS『8時だョ!全員集合』
52. This is a "Boogie"
  - 1981.10.15 TBS『たのきん全力投球!』
53. This is a "Boogie"
  - 1981.12.5 TBS『8時だョ!全員集合』
54. 窓
  - 1982.9.12 TBS『夜はこれから』

## スペシャルブック
1. メッセージ
2. スペシャル・ロング・インタビュー（桜田淳子×福田時雄）
3. 収録曲解説＆セルフライナーノーツ
4. ディスコグラフィー